# 张颖 (五代)
张颖（？—956年1月22日），并州阳曲人，五代十国后周官员，驸马都尉张永德之父。
张颖祖先财产丰饶，他的祖父张丕，崇尚气节。李克用镇太原，急于用钱，多严选富家子弟掌管帑库，有时调度供应不上，就被诛杀，家产没入。张丕管理一年，府库财物有余。同人张政按次序补其任，率族属哭拜，请张丕代管，张丕又代掌一年，乡里敬服其义。
张颖担任州镇列校，由内职历任诸卫将军。后周初年，作为皇帝郭威的亲家，由华州行军司马历任郢州、怀州二州刺史，升任为安州防御使。张颖性急严厉，不能容人小过，左右亲信，也怨恨他。部曲曹澄有女儿，张颖将她逼娶，曹澄于是联合几个人谋杀张颖，半夜挟刀闯入其寝室，执杀张颖，逃到金陵。周世宗征淮南，以张永德之故，让南唐李璟抓获曹澄等人送到行在。送达后，周世宗把曹澄等人赐给张永德，张永德于是杀了他们。